# Kostel Nanebevzetí Panny Marie (Jeseník)

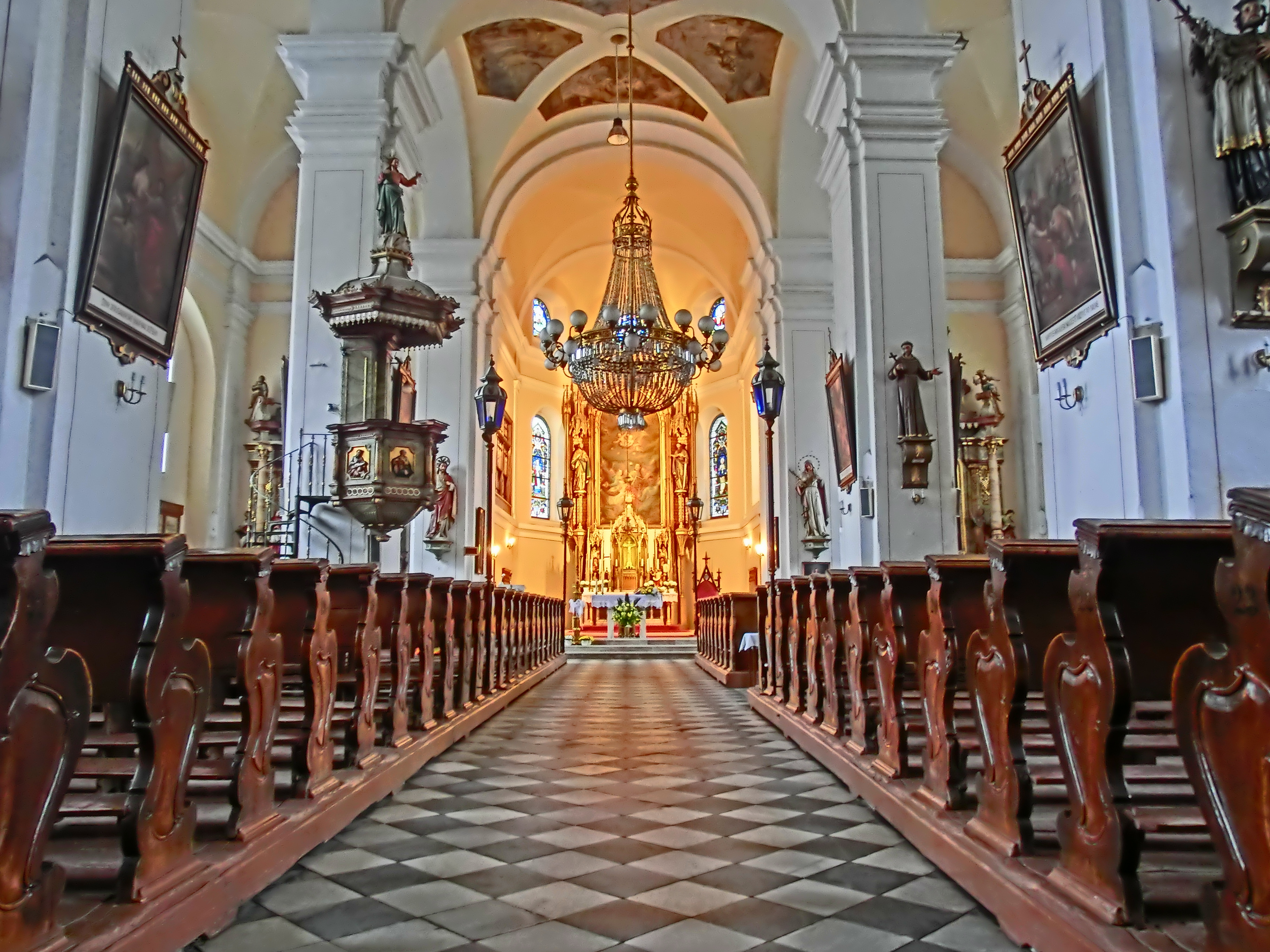
Interiér kostela

Kostel Nanebevzetí Panny Marie v Jeseníku je novorenesanční stavba z let 1882–1883, postavená na místě starší později přestavované gotické stavby, o níž první písemná zmínka pochází z roku 1418. V roce 1937 byl kostel povýšen kardinálem Bertramem na proboštství. Jedná se o kulturní památku pod číslem 18540/8-939. Kostel byl zapsán do seznamu kulturních památek před rokem 1988.

## Historie

### První zmínky
První zmínka o současném jesenickém kostele je z roku 1418, kdy měl zřejmě podobu dnešního hřbitovního kostela v Javorníku. Už v roce 1267 je Jeseník uváděn nepřímo jako město a je pravděpodobné, že nějaký kostel nebo kaple zde již stála. Jesenicko bylo totiž v době své kolonizace pod správou vratislavského biskupství, které jistě dbalo o náboženské vedení obyvatelstva. Další zmínka je z roku 1457, kdy se píše o obnově a rozšíření kostela. Zasvěcen byl Panně Marii Nanebevzaté a toto patrocinium se uchovalo až po dnešek.
Kostel byl třikrát zničen požáry a to roku 1638, poté 1696 a ještě roku 1737. Nicméně jeho klenby vždy vydržely. Při požáru shořel i farní a městský archiv, umístěný tehdy nad sakristií.

### 18. století

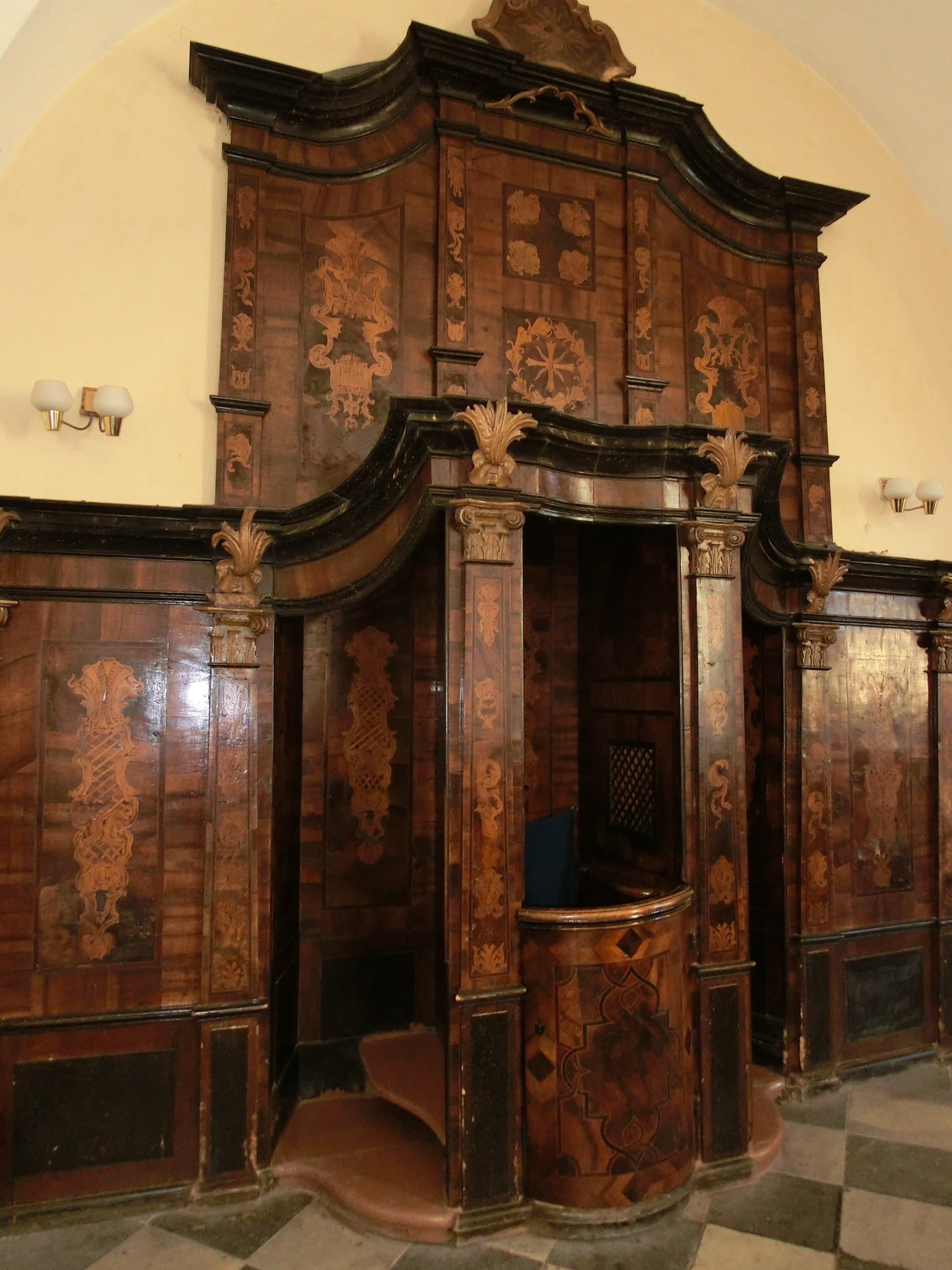
Zpovědnice z roku 1760 bohatě zdobená intarziemi

Po požárech byl za působení faráře Adama Floriána Girdwilla kostel opraven a vybaven inventářem, který mnohdy lze dodnes v kostele vidět. Byl pořízen obraz za hlavním oltářem s výjevem Nanebevzetí Panny Marie, jíž je kostel zasvěcen. Namaloval jej roku 1763 malíř Eliáš František Herbert, který byl i tvůrcem dvou obrazů na vedlejších oltářích, zachycujících smrt sv. Anny a sv. Josefa. Tyto oltáře postavil sochař a řezbář Kristian Keller z Vápenné. Zpovědnice nechal zhotovit farář Adam Florián Girdwill okolo roku 1760 a používají se dodnes – tedy nepřetržitě již 250 let. Zdobené jsou technikou intarzie.
Za působení faráře Ignáce von Runtzlera (1771–1792) bylo arcikněžství přeneseno z Vidnavy do Jeseníku. Přispěním faráře Jana Rothera (1792–1819) byl v okolí kostela zrušen hřbitov.

### Přestavba v 19. století
Současná podoba kostela je z roku 1883, kdy došlo k přestavbě kostela, protože původní prostor již nestačil pojmout všechny věřící (v roce 1880 žilo totiž v tehdejším Jeseníku 10 680 katolíků, 180 evangelíků a čtyři židé). Původní půdorys kostela byl prodloužen směrem do presbytáře. Zadní část je proto dnes nejstarší částí kostela a také zde bylo při přestavbě objeveno zazděné gotické okno z 15. století. Přestavbu prováděl farář Josef Peiker (1872–1893). Vratislavský biskup Förster odkázal v závěti majetek na podporu chudých kostelů. Peiker takto získal 36 000 zlatých, ale město chtělo peníze na stavbu rozdělovat samo. Vznikl z toho spor s farářem. Nakonec dostal za pravdu Peiker, a tak mohl začít s přestavbou. Architektem byl Rudolf Zelenka (autor kostela v Bukovicích, kaple na Ramzové, jesenické nemocnice, hotelu Koruna v Jeseníku a mnoho jiných staveb). Tehdejší doba neměla pro církevní aktivity pochopení, a tak mnozí nepřáli přestavbě kostela. Dělníci často práci odbyli, takže např. novou střechou do kostela zatékalo a musela se dělat znovu. Farář Peiker také při záměru udělat nový oltář naletěl podvodníkovi z Nisy, který vzal peníze, ale žádný oltář nedodal. Peiker tedy zaplatil zkušené řezbáře z Horního Údolí, bratry Antonína a Rajmunda, syny známého sochaře Bernarda Kutzera. Stavba byla dokončena v červnu roku 1883.
Farář Peiker byl velmi aktivní kněz, usiloval o pozvednutí vzdělanosti farníků a byl to rovněž on, kdo přivedl do Jeseníku roku 1881 řád sester Voršilek, které zde vedly vzdělávací ústav pro dívky. Ústav měl vysokou úroveň a byl vyhledáván dívkami z celé střední Evropy.
Nástupcem faráře Peikera se stal Josef Neugebauer (1893–1926). Ten nechal zhotovit stropní malbu s obrazy ze života Panny Marie a opravit boční oltáře a kazatelnu.

### První polovina 20. století
V období první republiky, kdy v tehdejším Frývaldově žilo 98 % německy mluvících obyvatel, usilovaly občanské spolky o vybudování památníku občanům města padlým za 1. světové války. Památník byl zřízen na dvou místech, a to nejdříve v roce 1934 v prostorách kostela jako velký dřevěný kříž s votivními deskami se jmény 250 padlých občanů. Ve výroční den smrti se rozsvítila žárovka u jména padlého vojáka. Autorem je sochař Josef Lux ze Staré Červené Vody. V roce 1945 v období poválečného protiněmeckého vzepětí, byly desky se jmény padlých odstraněny a pravděpodobně zničeny. Dnes jsou nahrazeny citáty z Bible. Druhý pomník byl opět po složitých jednáních zřízen rok poté na prostranství před Vodní tvrzí a stal se rovněž obětí protiněmeckého poválečného ničení.
V roce 1937 byl kostel povýšen kardinálem Bertramem na proboštství. Na tuto událost poukazuje pamětní deska (vpravo ve vchodu), kterou vytvořil profesor Kytka ze Státní školy na zpracování mramoru v Supíkovicích.

### Poválečné období

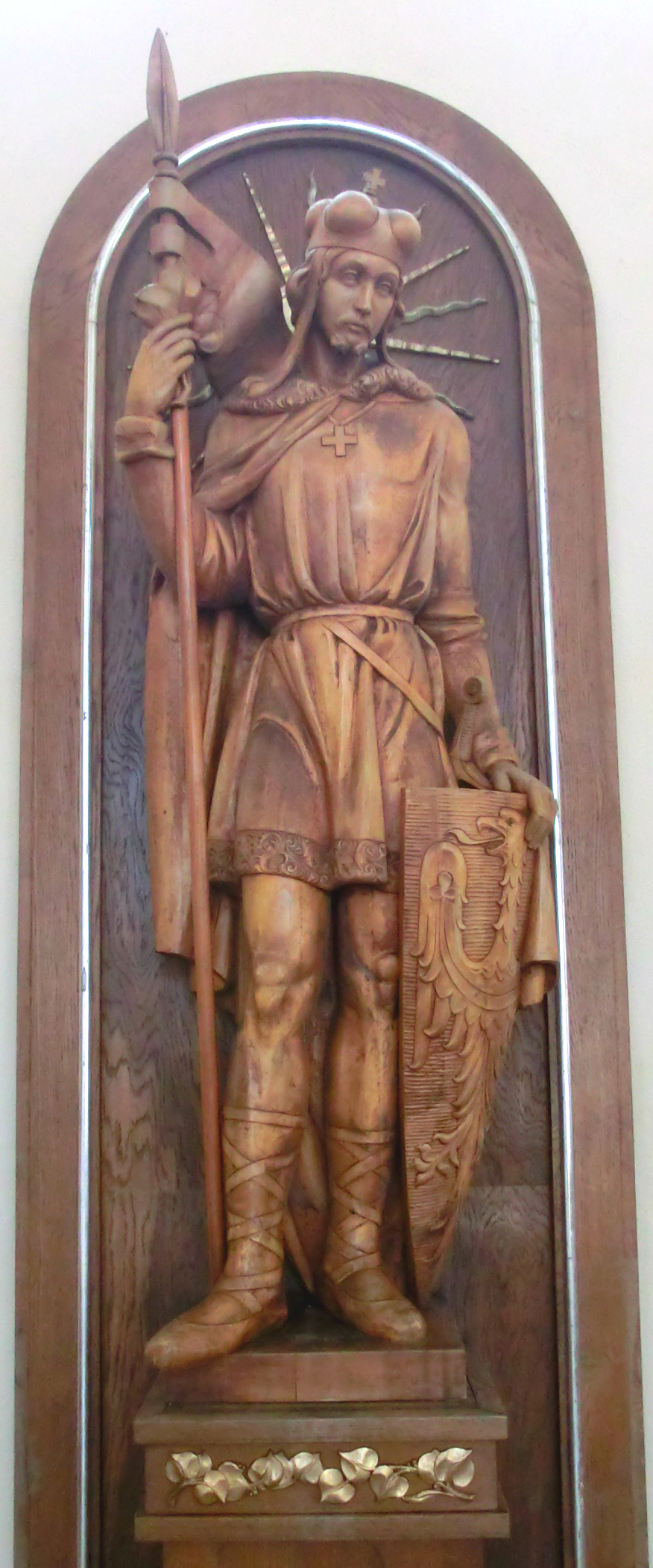
Socha sv. Václava

Po válce byl do roku 1950 prvním českým farářem v Jeseníku Alois Eineigel, který se přičinil o pořízení sochy sv. Václava z lipového dřeva s českými motivy. Toto dílo Břetislava Kafky je důstojným protějškem votivního kříže s motivy dubových listů, umístěného naproti. Socha je z roku 1947 a je to dar manželů Kočích jako poděkování za poválečné smíření česky a německy mluvících obyvatel tehdejšího Frývaldova.
Za faráře Josefa Wencla, který zde sloužil 34 let a zastával funkci děkana Jesenického děkanátu, byla v roce 1962 na kostele pořízena nová břidlicová střecha a v roce 1971 i nová fasáda. Protože byla použita nekvalitní břidlice, musela být střecha již v roce 1987 stržena a nahrazena hliníkovou krytinou. V roce 1991 za faráře Vojtěcha Glogara byl interiér kostela téměř po sto letech vymalován. Na vymalování pracovali dva malíři a asi 30 brigádníků z farnosti. Bylo odpracováno 1 600 dobrovolných hodin, namontováno asi 7,5 km lešenářských trubek o celkové hmotnost 44 tun. Bylo spotřebováno 2 000 litrů barev a celá výmalba stála 55 000 korun. V roce 2002 byla generálně opravena i fasáda kostela, ovšem pro nedostatek financí je dodnes nedokončená.

## Architektura
Orientovaná zděná trojlodní stavba s polygonálním závěrem a s věží vestavěnou v západním průčelí. Na severní straně kněžiště se nachází obdélná sakristie, ve středu jižní fasády trojlodí je umístěná kaple. V závěru jsou prolomena tří okna s půlkruhovým záklenkem a nad nimi kruhová okna. V bočních pětiosých fasádách jsou prolomena okna ve dvou řadách. První řada: jsou vysoká s půlkruhovým záklenkem. Okna druhé řady jsou kruhová. Fasáda lodi a kněžiště je členěna kvádrováním v podobě pilastrů. Střecha kněžiště sedlová zvalbená byla krytá břidlicí. Střecha lodi sedlová byla krytá břidlicí. V roce 1987 krytina nahrazena hliníkovými plechy.
Kněžiště je zaklenuto jedním polem křížové klenby a systémem trojúhelníkových kápí. Trojlodí je obdélníkové. Hlavní loď je zaklenuta třemi čtvercovými křížovými klenbami, boční lodě mají tři obdélníkové křížové klenby. V západní částí se nachází patrová kruchta, která je podklenutá třemi poli křížové klenby. Sakristie je plochostropá. Kaple má strop valený.
Hranolová čtyřboká čtyřpatrová věž je vsazená v západním průčelí. V západním průčelí je prolomen vchod. Po stranách kanelované pilastry s jónskou hlavicí na nich je položeno kladí a křídlový trojúhelníkový fronton. Podvěží je zaklenuto křížovou klenbou. Ve zvonovém patře jsou v kruhových oknech ciferníky věžových hodin. Věž je členěna nárožními lizénami. Střecha jehlanová.
Západní průčelí po stranách věže je prolomeno oknem s půlkruhovým záklenkem nad ním okno kruhové. V trojúhelníkovém štítu je kruhové okno.

## Interiér kostela

### Krypta
Cihlová krypta z období baroka je uzavřena deskou ze supíkovického mramoru. V roce 2008 byl proveden průzkum krypty a byly objeveny pozůstatky 15 až 20 jedinců. Kosti byly rozházeny, proto byla zakoupena rakev, do které se ostatky pietně umístily.

### Varhany
První varhany byly postaveny v roce 1782 Antonínem Finklerem z Javorníku. Varhany byly opravovány v roce 1799 varhanářem z Andělské Hory Josephem Sebastianem Staudingerem za částku 450 zlatých. Nové varhany nechal pořídit farář Peiker v roce 1876 za 3 400 zlatých u firmy Rieger v Krnově. V kostele jsou doposud a mají 15 rejstříků, 1 200 píšťal a 2 manuály.

### Oltář sv. Josefa

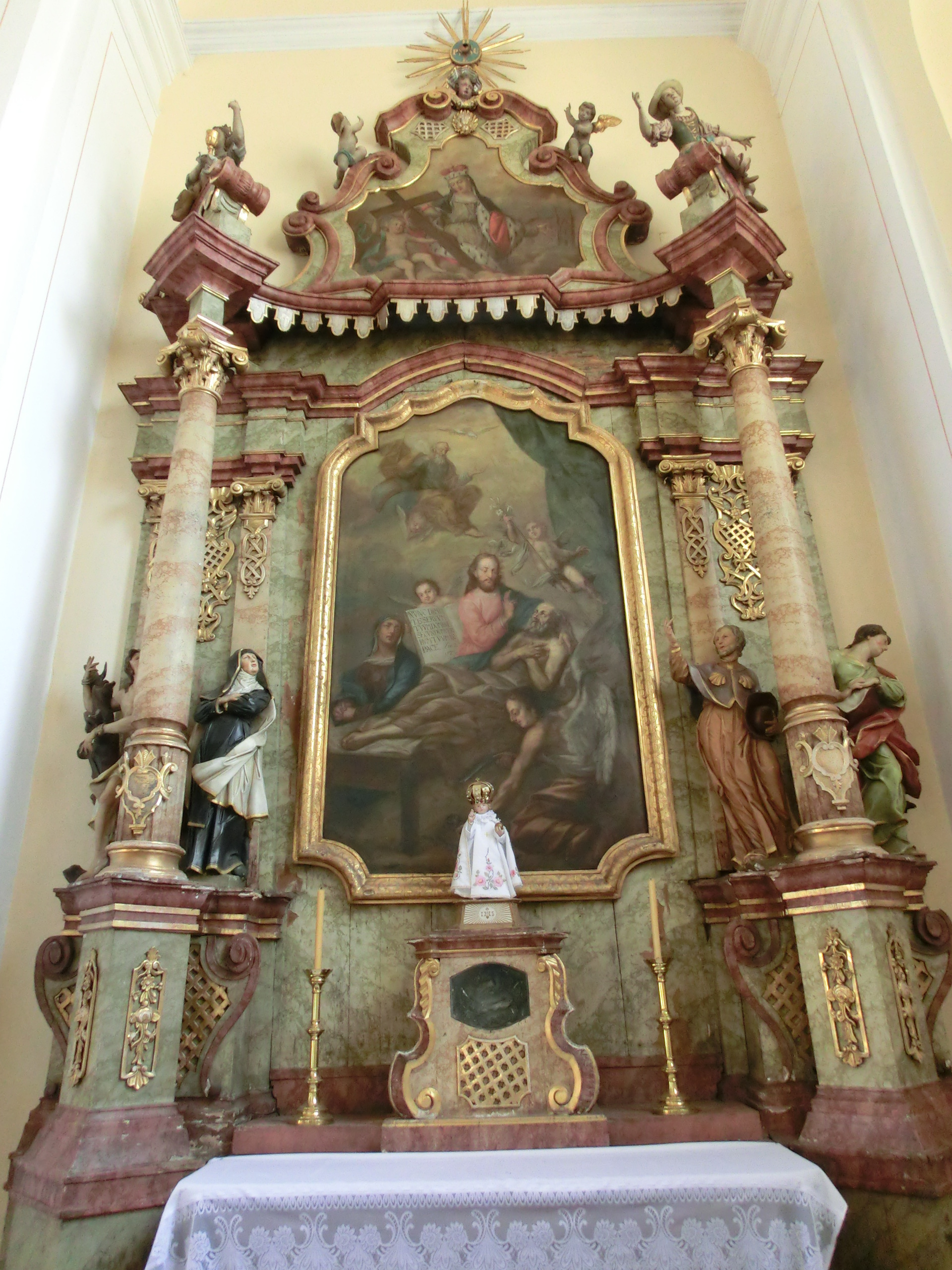
Oltář sv. Josefa

Původně byl oltář zasvěcen sv. Hedvice – patronce Slezska. Oltář pochází z počátku 50. let 18. století. Autorem sochařské výzdoby je sochař a řezbář Kristián Keller z Vápenné, později usazený ve Skorošicích. Obraz na oltáři Smrt sv. Josefa namaloval malíř Eliáš František Herbert roku 1763. Nápis na obraze je z Lukášova evangelia: „Nunc dimittis servum tuum Domine, secundum verbum tuum in pace“ (Nyní, Pane, můžeš podle svého slova nechat svého služebníka odejít v pokoji). V oltáři jsou ostatky sv. Bonifáce. Obraz nahoře je sv. Hedvika, po stranách jsou sochy sv. Barbory a sv. Notburgy. Okolo hlavního obrazu jsou čtyři sochy: sv. Šebestián, sv. Monika, sv. František Xaverský a sv. Jan Evangelista.

### Oltář sv. Anny

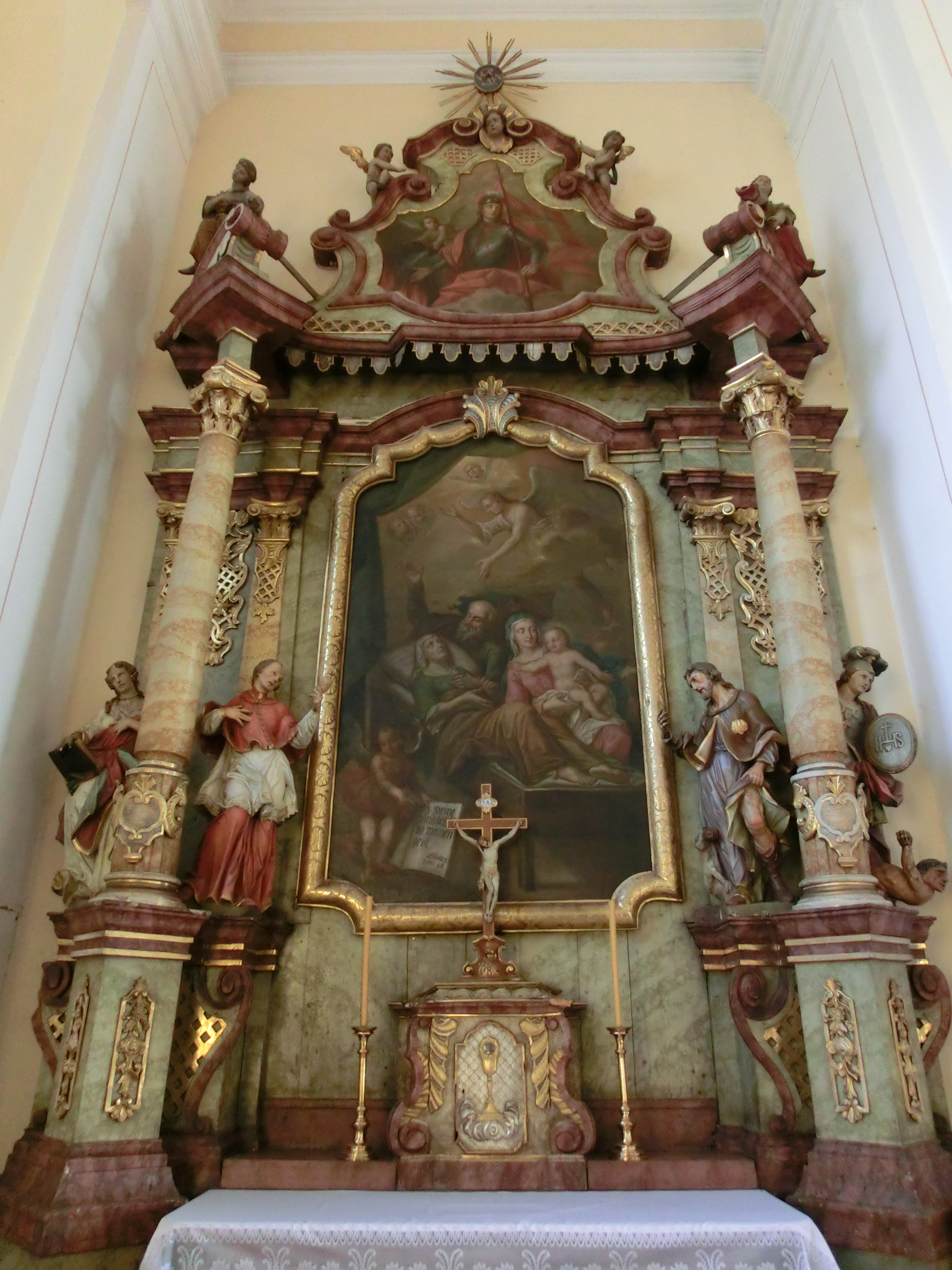
Oltář sv. Anny

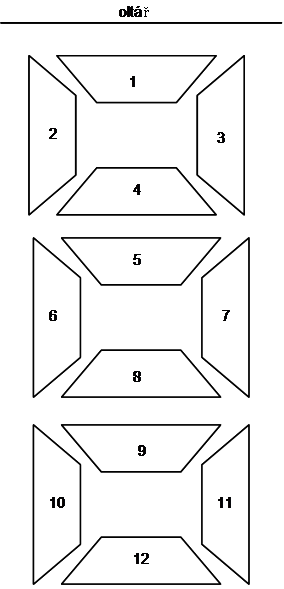
Rozmístění fresek na stropě kostela:
1. Kristovo narození
2. zvěstování Panny Marie
3. útěk do Egypta
4. setkání s Alžbětou
5. nalezení v chrámě
6. Ježíšovo dětství
7. hledání Ježíše v Jeruzalémě
8. pieta
9. Panna Maria – Immaculata
10. zjevení Panny Marie sv. Dominikovi (růženec)
11. Panna Maria – hvězda mořská
12. Panna Maria – uzdravení nemocných

Původně byl oltář zasvěcen sv. Ondřejovi. Oltář pochází taktéž z počátku 50. let 18. století a autorem jeho sochařské výzdoby je opět sochař a řezbář Kristián Keller z Vápenné, později ze Skorošic. Obraz na oltáři Smrt sv. Anny namaloval malíř Eliáš František Herbert roku 1763. Nápis na obraze je z Lukášova evangelia: „In deine Hände lege ich meinen Geist“ (Do tvých rukou odevzdávám svého ducha). Obraz nahoře je sv. Floriána, po boku socha sv. Apolonie a sv. Rozálie (věnec růží). Okolo hlavního obrazu jsou čtyři sochy: sv. Kateřina Alexandrijská, sv. Karel Boromejský, sv. Roch a sv. archanděl Michael.

### Malby na stropě
Pochází z roku 1895 a maloval je vídeňský profesor Schüller.

### Vitráže
- 3 velké vitráže:
  - sv. Ludvík a sv. Ludmila – věnoval výrobce krajek ve Vídni Louis Damböck (sv. Ludmilu na památku své matky, která zemřela v lázních)
  - sv. Hedvika – okno zaplatila žena zdejšího rentmistra Josefina Kutschrová
- 4 malé vitráže: okna byla vyrobena v roce 1883 firmou Tiroler Glasmalerei
  - 3 (Trojice) darovaly jesenické ženy
  - 1 s obrazem Panny Marie daroval farář Peiker
- ostatní vitrážová okna v bočních lodích kostela a na kůru pocházejí z roku 1909 a byly vyhotoveny firmou Richarda Schleina v Hrádku v Čechách.

## Zajímavosti
- Ve věži pod kůrem byla zbudována roku 1799 umrlčí komora, z které vedl provázek od zvonku do kostelníkova domu. Zvonek měl sloužit pro případ, že by někdo zdánlivě mrtvý přišel k sobě, aby se dovolal pomoci.

- Věž je 38 m vysoká.

- Hodiny ve věži dal zasadit a zaplatit architekt Zelenka, který projektoval roku 1883 přestavbu kostela.

- Než byla postavena radnice na náměstí, scházela se městská rada v sakristii jesenického kostela k poradám a byly zde uchovávány důležité smlouvy a listiny.

## Zvony
Od požáru v roce 1737 byly do věže během 18. století postupně zavěšeny tři nové zvony:
- největší (1 008 kg), zasvěcený Panně Marii Nanebevzaté, ulitý v Nise Janem Jiřím Poseckem v roce 1737,
- střední (224 kg), zasvěcený sv. Janu Křtiteli, ulitý v Olomouci v roce 1794 zvonařem Wolfgangem Straubem, věnoval farář Jan Rother,
- nejmenší (168 kg), zasvěcený sv. Barboře a sv. Františkovi Xaverskému, ulitý v Nise Janem Jiřím Poseckem v roce 1738, věnovala šlechtična Hedvika Františka Hundová.

Do dnešní doby se zachoval jen ten největší zasvěcený Panně Marii, má průměr věnce 118 cm, latinský text na něm znamená: Znovu mne dali slít občané Frývaldovští potom, co jsem byl roztaven požárem vzniklým nenadále o svátku sv. apoštola Ondřeje: Nyní řízením Nanebevzaté Panny Marie obnovený svým hlasem živé utěšuji, mrtvé oplakávám, škůdce zaháním, nad zbloudilými hořekuji, mračna rozháním.
Zvon je poháněn motorem (elektrické zvonění zde bylo již za první republiky).
Druhý zvon je zde ve věži od roku 1947 – byl ulitý v Olomouci v roce 1767 Wolfgangem Straubem a do roku 1942 visel v kapli v Bukové u Bernartic, po válce se vrátil na Jesenicko, ale místo Bukové zůstal v Jeseníku. Je na něm reliéf sv. Floriána a Kalvárie, jeho průměr je 42 cm.
Dva zvony z roku 1922 o váze 390 a 220 kg byly za války roztaveny.
Je zde i jeden hodinový cimbál z roku 1931 o váze 75 kg a s průměrem 60 cm.

## Seznam farářů
- Jan Weiser (1559–1560)
- Jan Püschel (1560–1563)
- Karel Groch (1563–1565)
- Jan Groch (1565–1610)
- Jan Holunder (1610–1623)
- Jan Weiser (1623–1638)
- Jiří Schwarz (1638–1647)
- Michael Oppitz (1647-1652)
- ... Schamson (1652-1668)
- Jiří Tartsche (1668–1679)
- Georg Franciscus Schreer (1679–1695) zemřel 9. 2. 1695 v Jeseníku
- Jeremiáš Hoffmann (1695–1704)
- Jakub Sieber (1704–1707)
- Bernard Rothe (1707–1710)
- Bernard Lewing (1710–1712)
- Andreas Joseph Alexius Haubtman (1713–1727) zemřel 31. 12. 1727 v Jeseníku
- Kryštof Böser (1728–1743)
- Adam Florián Girdwill (1743–1771) zemřel 11. 7. 1711 v Jeseníku
- Ignác von Runtzler (1771–1792) – první arcikněz narozen v roce 1720; zemřel 7. 6. 1792 v Jeseníku
- Jan Rother (Rotter) exOPraem (1792–1819) narozen v roce 1774 v Arnultovicích; zemřel 2. 12. 1819 v Jeseníku
- Joseph Pflützner (administrátor) narozen v roce 1780 v Černé Vodě; zemřel roku 1830 ve Zlatých Horách
- Ignatz Wiesner (1820–1837) narozen v roce 1765 v Domašově, zemřel . 8. 1837 v Jeseníku
- Ignatz Franciscus Faulhaber (administrátor) narozen v roce 1797 v Dolním Fořtu, zemřel . 7. 1874 v Javorníku
- Gottfried Bude (1838–1859) narozen v roce 1778 v Nové Červené Vodě; zemřel 17. 8. 1859 v Jeseníku
- Paul Gottwald (administrátor) narozen v roce 1825 v Adolfovicích; zemřel 23. 1. 1892 v Žulové
- Josef Lichtblau (1859–1872) narozen v roce 1805 v Městě Albrechticích, zemřel 26. 2. 2 v Jeseníku
- Ignatz Tiehel (administrátor) narozen v roce 1842 ve Vlčicích; zemřel 11. 2. 1906 v Mikulovicích
- Josef Peiker (1872–1893) narozen v roce 1819 v Rázové; zemřel 9. 2. 1893 v Jeseníku
- Albert Vogel (administrátor) narozen 849 v Javorníku, zemřel roku 1921 v Javorníku
- Josef Neugebauer (1893–1926) narozen v roce 1850 v Dolní Lipové; zemřel 1. 5. 1926 v Jeseníku
- Engelbert Neugebauer (1926–1941) - první probošt s právem nošení pektorálu narozen v roce 1888 v Horním Údolí; zemřel 13. 1. 1941 v Jeseníku
- Friedrich Polzer (1941–1945) narozen roku 1905 ve Zlatých Horách, zemřel 2. 8. 1972 v Prien
- Karel Wojciechowski (1945-1946) narozen roku 1884
- Alois Eineigel (1946–1950) narozen 1914 ve Frýdku, zemřel 16. 4. 1996 v Havířově (nemocnice)
- kroměřížský čestný kanovník Josef Wencl (1950-1984) narozen v roce 1915 v Dolní Lutyni; zemřel 13. 5. 1984 v Jeseníku (pohřben v Bohumíně - Skřečoni)
- Julius Žvak (1984-1990) narozen v roce 1932 ve Vojkovicích, zemřel 4. 8. 1996
- Vojtěch Glogar SDB (1990-1996)
- Miroslav Gandera (1996-1997)
- ThLic. Mgr. Jan Józef Pachołek SDS (1997–1998)
- ThLic. Mgr. Vladislav Ondřej Drda SDS (1998-1998)
- ThLic. Mgr. Jan Józef Pachołek SDS (1998–1999)
- Antoni Mysliwiece SDS (1999–2003)
- Mgr. Adam Kazimierz Cynarski SDS (2004–2007)
- ThLic. Mgr. Jan Józef Pcholek SDS (2008-2009)
- Mgr. Leszek Adam Rackowiak SDS (2009–2012)
- BcTh. Pavel Schwarz (2012–2016)
- Mgr. Kazimír Buba (2016-2018)
- Mgr. Stanislav Kotlář (2018-doposud)

## Galerie

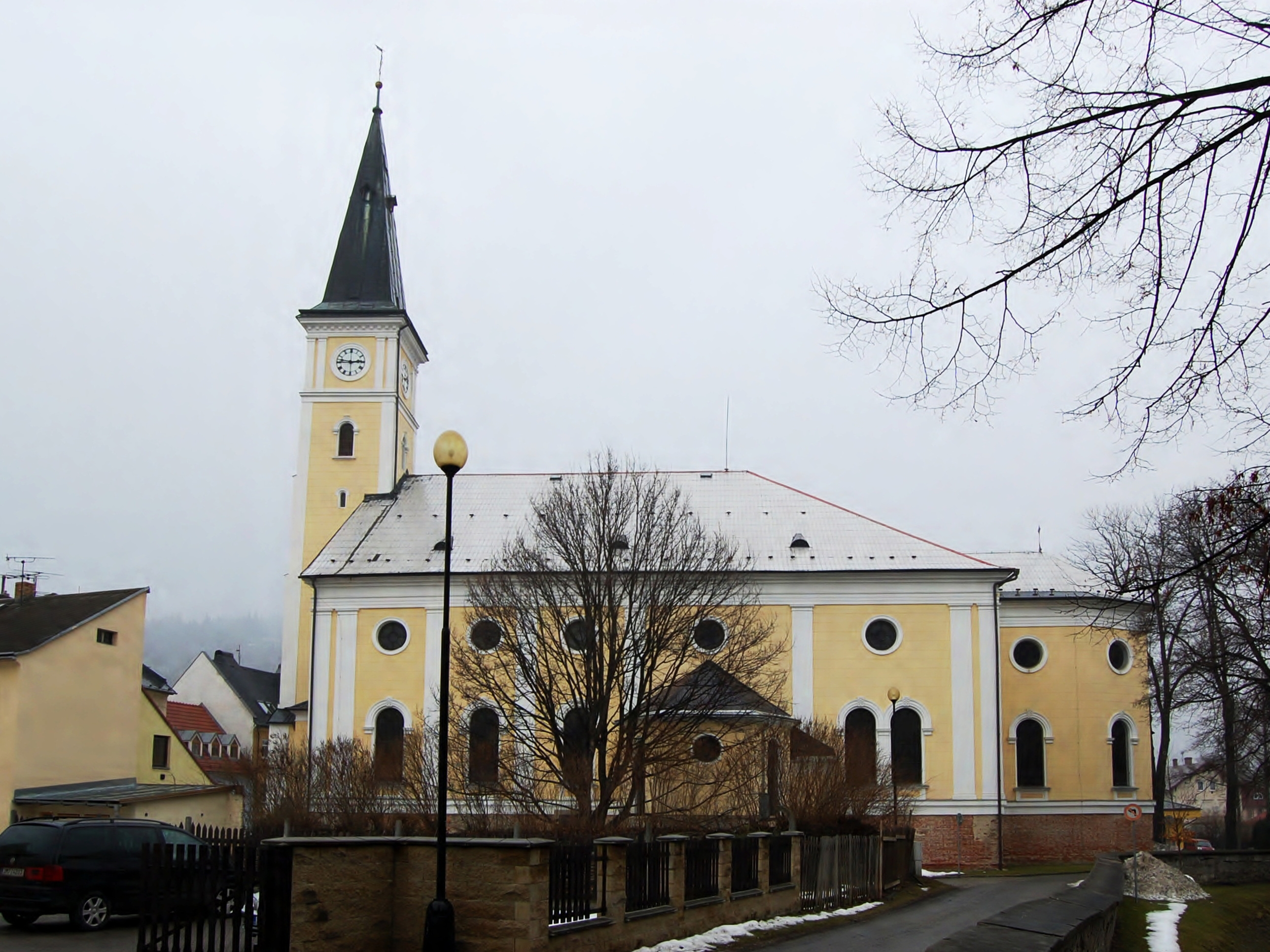
Kostel Nanebevzetí Panny Marie
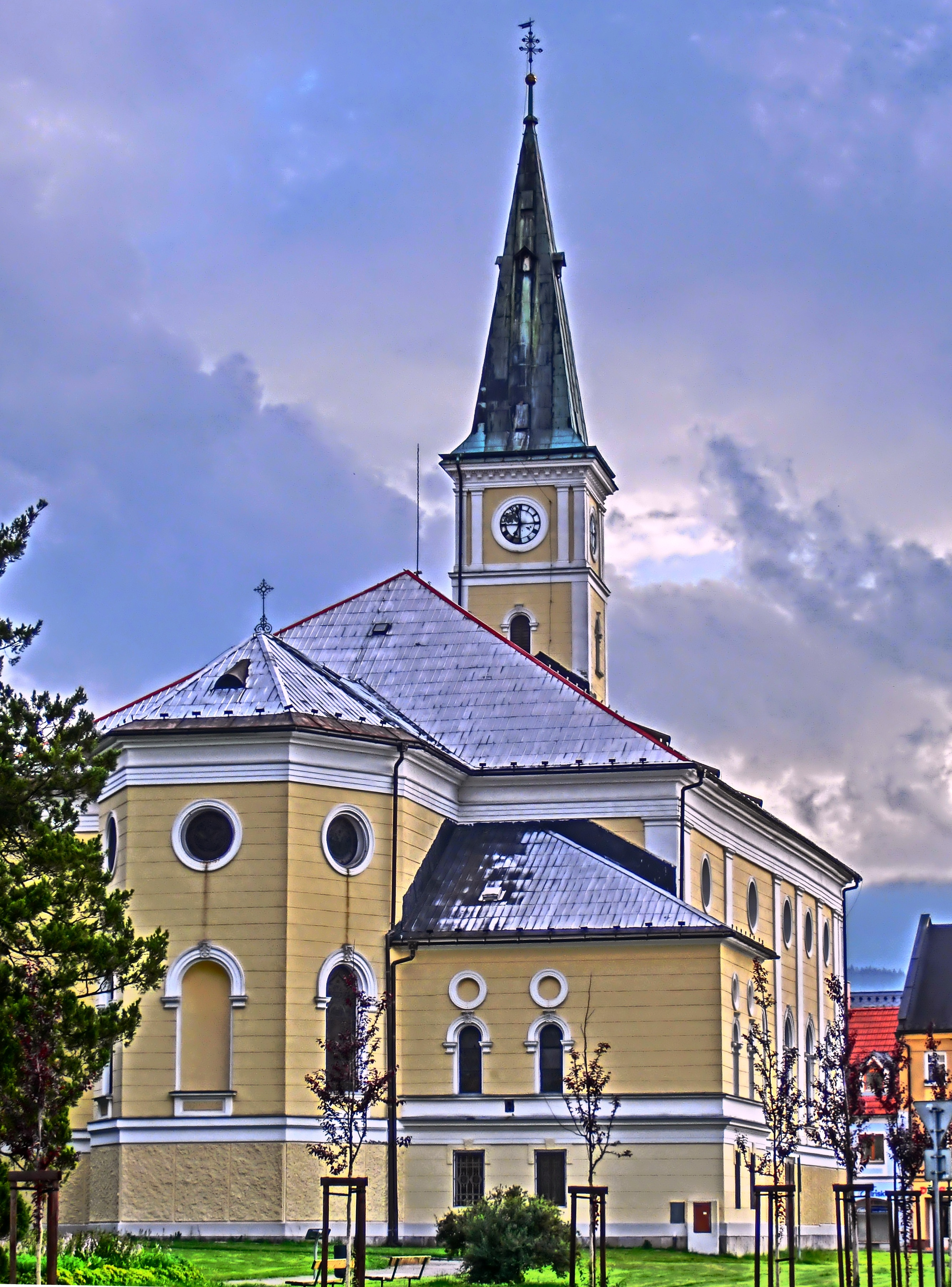
Kostel Nanebevzetí Panny Marie
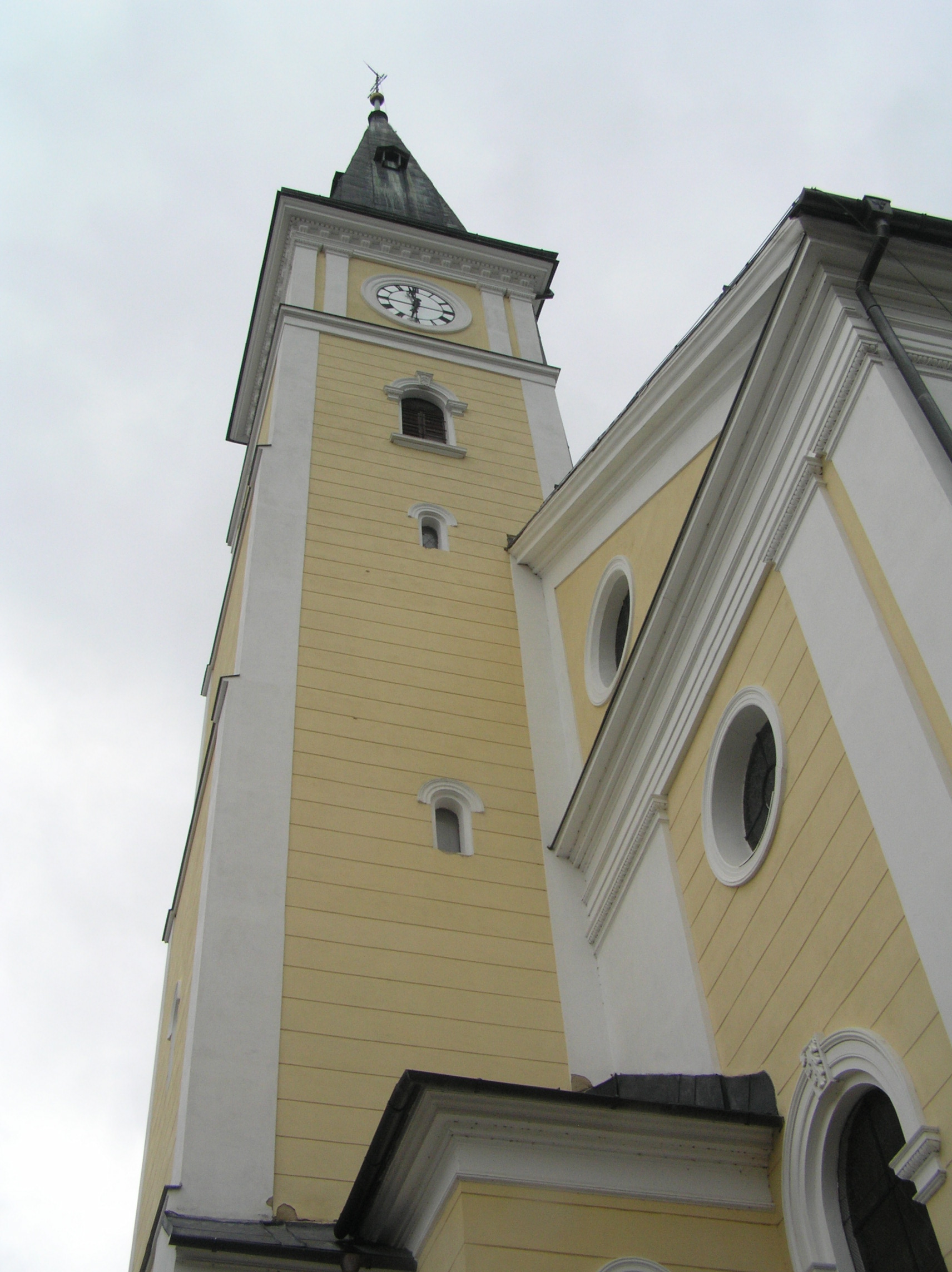
Kostel Nanebevzetí Panny Marie
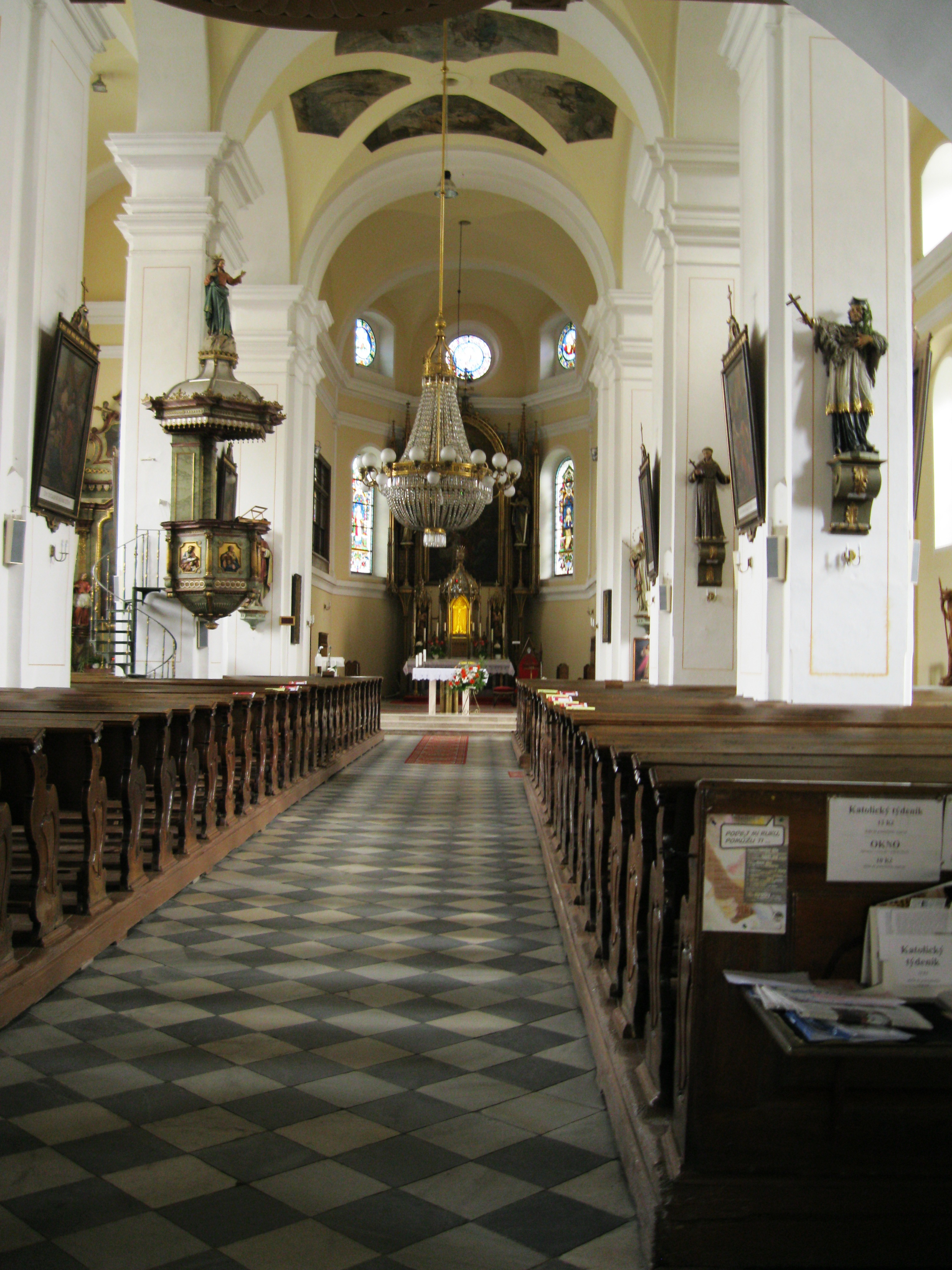
Interiér kostela
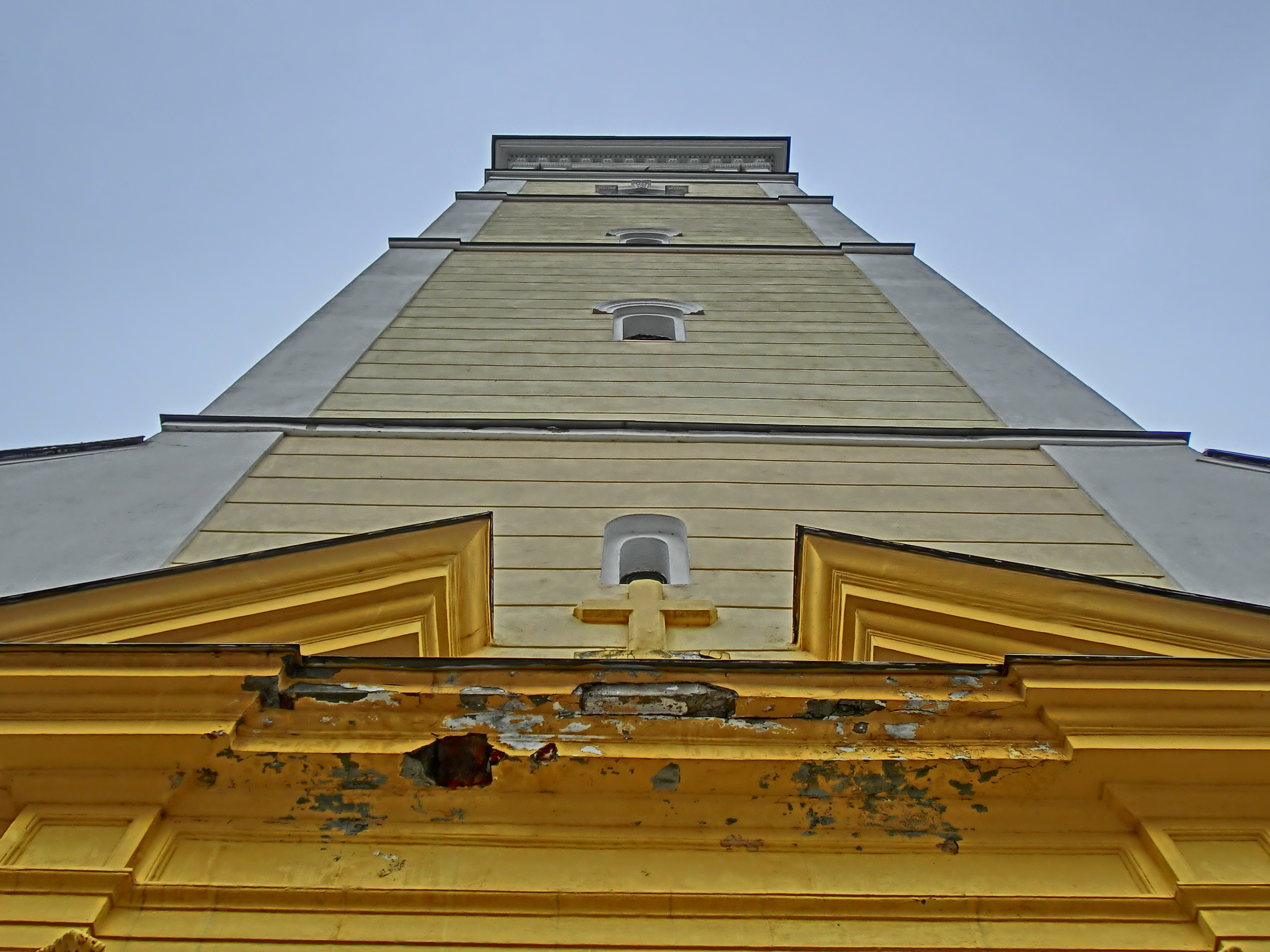
Věž kostela je vysoká 38 m
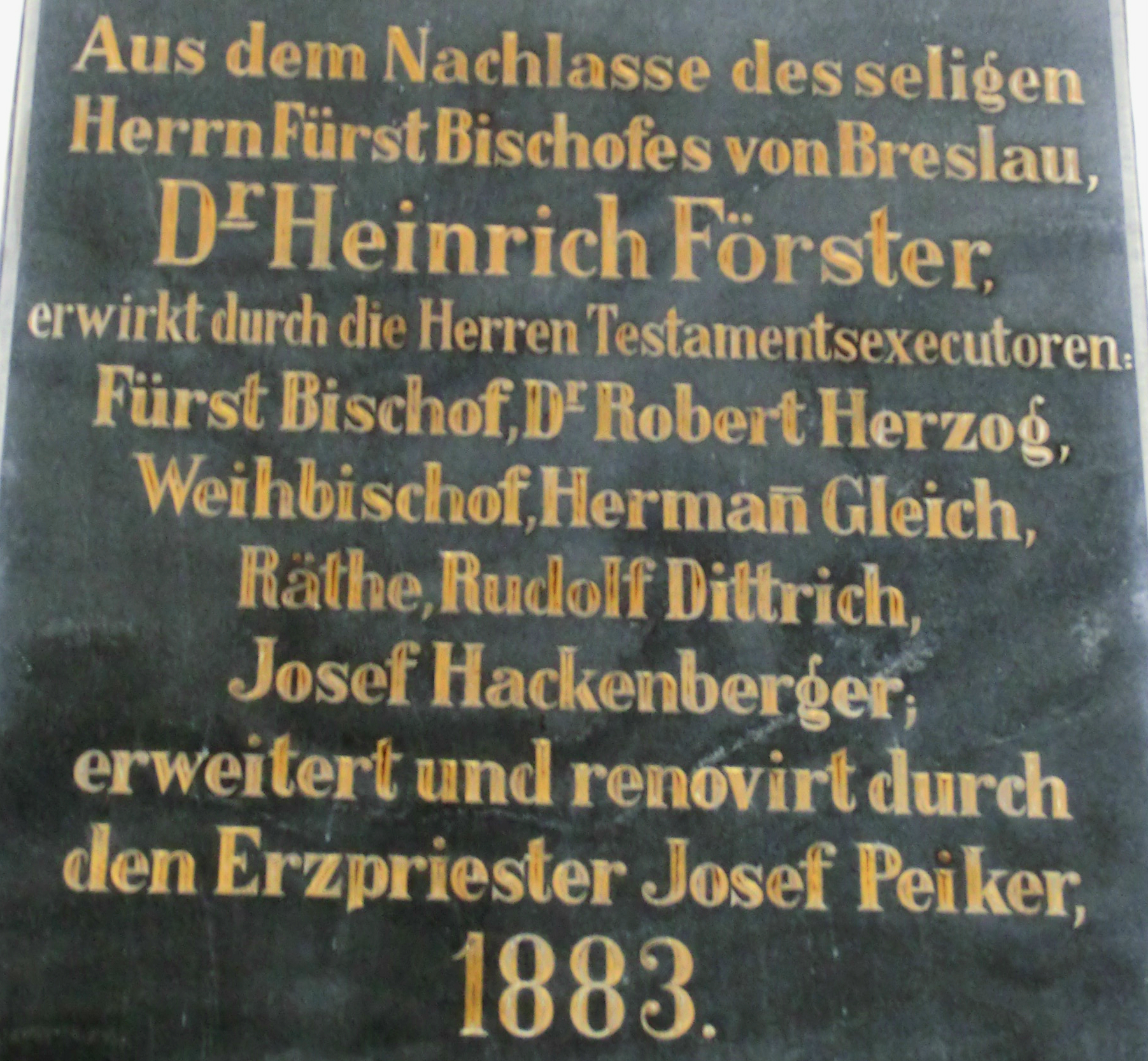
Pamětní deska u vstupu